# Ngoa Ya Tshihemba
Ngoa Ya Tshiemba ou Ngoa Ya Tshihemba, de son vrai nom Baudoin Ngoa Ya Tshihemba, né le 16 octobre 1970 à Mbau (Nord Kivu, République Démocratique du Congo), est un prêtre, onzième supérieur général des Augustins de l'Assomption, élu en 2023.

## Biographie

### Jeunesse et formations
Le Père Ngoa Ya Tshihemba est né le 16 octobre 1970 à Mbau (Nord Kivu) en RD du Congo. Issu d’une famille d’agriculteurs, il est l’aîné de 8 enfants, il fait ses études primaires et secondaires à Mbau.
Il fait son postulat au collège Kambali et son noviciat (1995-1996) à la maison Charles Lwanga de Butembo (Nord Kivu). Il prononce ses premiers vœux le 28 août 1996. Il est alors nommé à Kinshasa (1996-2001) où il obtient une licence en philosophie.
De 2003 à 2007, il étudie la théologie à l’Institut de Formation Inter-Congrégations de Mexico, où il obtient le baccalauréat canonique en théologie.
Il est ordonné prêtre à Butembo (Nord Kivu), le 24 janvier 2008. Il retourne au Mexique pour quatre années d’études en pédagogie (2009-2013) et obtient une licence en Pédagogie. Il s’initie à la responsabilité de formateur et remplace pendant un an le curé de la paroisse « Marie, Impératrice des Amériques »,

### Prêtre missionnaire
En 2013, il est nommé à Manille (Philippines) où il était jusqu’à ce jour maître des novices ainsi que responsable de la formation aux Philippines et supérieur d’une maison de formation.

### Nomination et succession
Il succède au Père Benoît Grière (France), lequel vient d’effectuer deux mandats de six ans à la tête des Augustins de l'Assomption. Les Assomptionnistes comptent aujourd’hui 915 religieux et 45 novices, répartis dans 128 communautés à travers 33 pays de tous continents.